# 奥蒂尼-新鲁汶
奥蒂尼-新鲁汶（法語：Ottignies-Louvain-la-Neuve，法語發音：[ɔtiɲi luvɛ̃ la nœv] ⓘ）是比利时瓦隆大区瓦隆布拉班特省的一座城市，通行法语，是比利时法语社群的一部分，面积29.43平方千米，人口31,385人（2018年1月1日）。
奥蒂尼-新鲁汶由奥蒂尼、新鲁汶、塞鲁-穆斯蒂和利姆莱特组成。新鲁汶是一个为法语鲁汶天主教大学提供校址而开发的新城，建于20世纪70年代初期，此前鲁汶天主教大学一分为二，讲法语的部分迁往此处，而讲荷兰语的部分留在鲁汶。

## 交通
- 奥蒂尼站
- 新鲁汶站